# Drei Menschheitsfragen
Drei Menschheitsfragen: Wer sind wir? Woher kommen wir? Wohin gehen wir? hieß der Vortrag, den Karl May am 18. Oktober 1908 in der überfüllten Turnhalle von Lawrence hielt. Organisiert wurde die Veranstaltung von Ferdinand Pfefferkorn, Herman Grunwald und dem Deutsch-Amerikanischen National-Bund.

## Der Vortrag
Der Vortrag selbst ist bruchstückhaft durch Besprechungen in der Lokalpresse überliefert:
„Dem Vortrag ging das Massenchorlied der deutschen Gesangvereine unter Leitung des Herrn Emil Wilde voraus 'Das ist der Tag des Herrn', auch sang der Chor ein Lied während der Pause zwischen den zwei Theilen des Vortrages. Herr Councilman Hermann Grunwald fungirte als Vorsitzender und stellte Redner in passenden Worten vor.“
Im Namen des Deutschtums erhält May im Anschluss an den Vortrag vom Vorsitzenden Grunwald eine goldene Turnernadel überreicht.
Am 19. Oktober 1908 erschien in der Evening Tribune ein Bericht. Auch in den Samstagsausgaben der beiden deutschen Zeitungen, dem Deutschen Herold und Anzeiger und Post, erschienen am 24. Oktober Artikel, die auf Mays Zuarbeit basierten.

## Inhalt der „Menschheitsfrage“
Die Menschheitsfrage wird laut Karl May im Ich-Erzähler seiner Werke und in seiner Person manifestiert. In einem Aphorismus schreibt Karl May: Die Menschheitsfrage
„ist das Ich. Sie ist in Amerika Old Shatterhand, und sie ist im Orient Kara Ben Nemsi Effendi. Sie ist das umgekehrte Pseudonym von Karl May, denn die eigentliche Verfasserin der Reiseerzählungen ist sie, das Pseudonym aber ist er ...“
Die Menschheitsfrage selbst ist die Frage, die Gott an Adam richtete, als dieser sich nach dem Sündenfall vor ihm versteckte: „Mensch, wo bist du?“
„Was ist die Menschheitsfrage? Sie wurde von Gott geschaffen, als er den Menschen schuf. Dieser lebte im Paradiese von Dschinnistan. Die Früchte des Sumpflandes waren ihm verboten. Er stieg trotzdem hinab, sie zu genießen. Kaum hatte er das getan, so sah er, daß er nackt war, entkleidet allen Adels, aller Hoheit, aller Reinheit, aller Würde. Es war nichts mehr an ihm, was ewig ist, er hatte sich den Tod erworben.
Er versteckte sich. Da kam der Herr und rief: 'Adam, wo bist du?' Adam heißt Mensch. Gemeint ist Edelmensch. Also: 'Mensch, Edelmensch, wo bist du?'
In diesem Augenblick war die Menschheitsfrage geboren. Sie verließ mit Adam das Paradies.
Gott war gnädig mit ihm, der nun in Ardistan wohnte und darum sterben mußte. Er verlieh ihm das Geschenk der Nachkommenschaft, in der er weiterleben durfte, um nach Jahrtausenden fortgesetzter Läuterung nach Dschinnistan, ins Paradies zurückzukehren.
Wohin sich die Menschen immer wandten, die Menschheitsfrage ging mit. Sie stand auf allen Schlachtfeldern der Erde, um auszurufen:
'Adam, wo bist du? Wo ist die Edelmenschlichkeit? Ich sehe sie nicht.'
Zu jeder Zeit und überall, wo Menschen gegen Menschen sündigten, erhob sie ihre Stimme. Sie schien ewig zu sein, weil das Menschenleid kein Ende zu nehmen scheint. Und sie schien allgegenwärtig zu sein, weil das Menschheitsweh allgegenwärtig ist.“
Eine ähnliche Erklärung gibt Karl May auch in seinem Brief an Prinzessin Wiltrud von Bayern (7. März 1908):
Der Autor sei der Beherberger der Menschheitsfrage geworden, die jahrtausendelang umherzog und die zunehmende sittliche Verderbnis der Menschheit beklagt, bis sie nun durch Karl May wieder ein Sprachrohr gefunden hat. So solle der Mensch zurückgeführt werden zu Gott.
In den Aphorismen über Karl May geht er auf mehreren Seiten dieser These nach.

## Sonstiges
Nach Hans Wollschläger hat Karl May Paul Gauguins Gemälde Woher kommen wir? Wer sind wir? Wohin gehen wir?, entstanden 1897/98 während seines letzten Tahiti-Aufenthaltes und später im Besitz des Museum of Fine Arts in Boston, kurz vor seinem Vortrag gesehen. Allerdings hat das Museum das Gemälde erst 1936 angeschafft.